# 座談会
| ウィキペディアには「座談会」という見出しの百科事典記事はありません（タイトルに「座談会」を含むページの一覧/「座談会」で始まるページの一覧）。 代わりにウィクショナリーのページ「座談会」が役に立つかもしれません。 |